# Etoxazool
Etoxazool is een chemische verbinding die gebruikt wordt als acaricide voor de bestrijding van mijten, zoals spintmijten, in de land- en tuinbouw en bij de teelt van sierplanten. De stof verhindert de biosynthese van chitine bij de larven. Bij volwassen wijfjes kan het de productie van eitjes verhinderen.
Etoxazool is een oxazolinederivaat. In zuivere toestand is het een wit kristallijn poeder. Het is zeer slecht oplosbaar in water, maar goed in organische oplosmiddelen als ethylacetaat of aceton. Het technisch product heeft een zuiverheid van 93-98%. Commercieel is het verkrijgbaar als korrels met 5% van de actieve stof, voor dispersie in water.
Etoxazool wordt ontwikkeld door het Japanse Sumitomo Chemical Company en kwam in 1998 voor het eerst op de markt in Japan. Het wordt onder diverse merknamen verkocht, waaronder TetraSan en ParaMite. De toepassing moet oordeelkundig gebeuren, want men heeft vastgesteld dat er snel resistentie tegen het product kan opgebouwd worden door de mijten.
De Europese Unie heeft in 2005 etoxazool opgenomen in de lijst van toegelaten werkzame stoffen.

## Stereochemie
| Etoxazool   | Etoxazool   |
| ----------- | ----------- |
| (S)-isomere | (R)-isomere |